# Roberto Tejerizo
Roberto Edmundo Tejerizo (n. el 15 de abril de 1988 en San Miguel de Tucumán, Argentina) es un jugador argentino de rugby que juega en la posición de pilar y es integrante de los Jaguares en el Super Rugby. Integró la selección argentina B (Argentina XV) con la que salió campeón sudamericano en 2011 y 2012.
En 2022 emprendió un nuevo rumbo al sector gastronómico, en donde pudo abrir su propio McDonal's ubicado en Piacenza,Italia.

## Carrera
Roberto Tejerizo se formó en las divisiones infantiles y juveniles de Tucumán Lawn Tennis Club de San Miguel de Tucumán, de la Unión de Rugby de Tucumán. 
En 2010 fue convocado por primera vez por la selección mayor B (Jaguares), disputando los torneos sudamericanos de rugby en el que se consagró campeón en 2011 y 2012. En 2010 y 2011 integró la formación de Pampas XV con la que se consagró campeón de la Vodacom Cup en 2011.
En 2016 fue contratado por la Unión Argentina de Rugby para integrar la franquicia de Jaguares en el torneo de Super Rugby.